# Joris Mees
Joris Mees (Aken, voor 1545 – Rotterdam ca. 1598) was een opzichter van het Lakenweversgilde in Aken. Hij wordt beschouwd als het begin van de Nederlandse familie Mees.

## Biografie
Joris Mees trouwde in 1580 met Mayken. In 1585 kocht hij een kwart van het huis Der Goldene Berg in Aken.
Hij vluchtte omstreeks 1594 vanwege zijn geloofsovertuiging vanuit het rooms-katholieke Aken naar het protestantse Rotterdam. Joris Mees en zijn vrouw Mayken stierven kort na elkaar in 1598. De kinderen werden toen ondergebracht in Groningen bij familieleden die eveneens uit Aken waren gevlucht.

Kleinzoon Gregorius Mees, een dominee uit Rotterdam, schreef over de vlucht van zijn grootvader in het boek Een Vriendt in de Rouw:
Doch Anno 1596 quam mijn Groot-vader (van Aken om de Religie verdreven) tot Rotterdam. Anno 1598 wierdt mijn Vader alhier geboren. Doch nae Groeningen gezonden wegens zijner Ouderen doodt.
Joris' zoon Peter werd stamvader van een Groningse tak, zijn jongere zoon Jeremias werd de stamvader van de Rotterdamse tak.